# Croton bemarivensis
Croton bemarivensis là một loài thực vật có hoa trong họ Đại kích. Loài này được Leandri mô tả khoa học đầu tiên năm 1973 publ. 1974.